# Astronomische Station Johannes Kepler

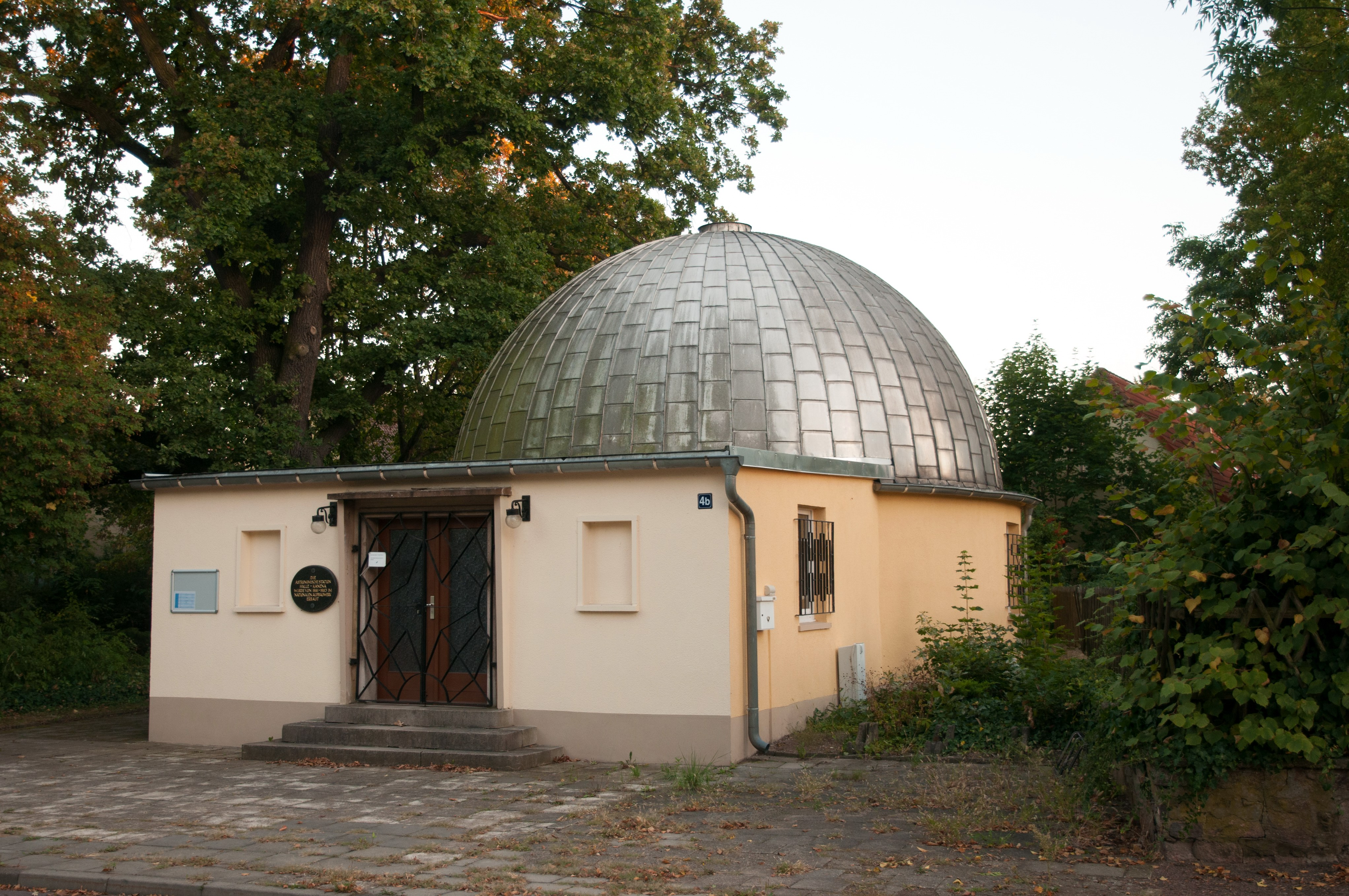
Außenansicht des Planetariums 2016

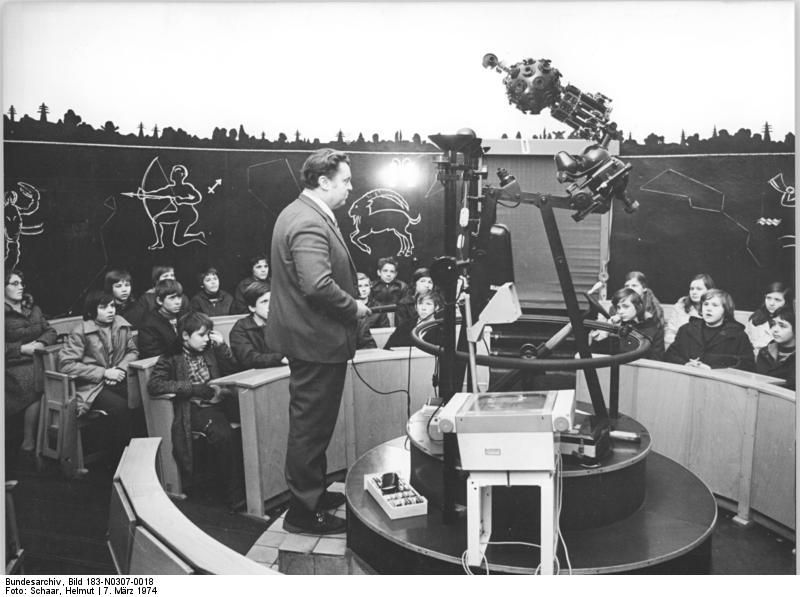
Innenraum des Planetariums 1974 mit dem Gründer und Leiter Karl Kockel; in der Mitte ein Zeiss-Kleinprojektor ZKP1

Die Astronomische Station Johannes Kepler ist ein denkmalgeschütztes Planetarium und Sternwarte im Stadtteil Kanena von Halle (Saale), Sachsen-Anhalt. Seit 1998 wird die Station vom Verein Astronomische Station Johannes Kepler Kanena e. V. betrieben.

## Geschichte
Die Einrichtung wurde 1961 durch den damaligen Oberlehrer Karl Kockel als Dachsternwarte der Goetheschule Kanena gegründet und mit einem Zeiss 80/1200-Refraktor ausgerüstet. Wegen der ungünstigen Lage wurde neben der Schule ein am 25. August 1962 eingeweihter Rundbau mit drehbarer Kuppel im Rahmen des Nationalen Aufbauwerks errichtet und die Dachsternwarte geschlossen. Die neue Rundsternwarte mit einem Durchmesser von 3,5 m war die erste Schulsternwarte der DDR und besaß Vorbildcharakter für zahlreiche weitere Bauten. Im Jahr 1965 folgte die Eröffnung einer Rechtecksternwarte, deren Dach man in der Mitte öffnen und seitlich wegschieben konnte. Der größere Rechteckbau beherbergte mehrere Teleskope, sodass von mehreren Personen gleichzeitig astronomische Beobachtungen durchgeführt werden konnten; heute wird er auf Grund von Baufälligkeit nicht mehr genutzt. Die Straße Zum Planetarium wurde nach der astronomischen Station benannt. Die Station ist ein Ort der astronomischen Schul- und Volksbildung.
Das Planetarium Kanena war architektonisches Vorbild für insgesamt 15 weitere Schulplanetarien in Deutschland. Dazu zählen:
- Astronomische Station „Samuel Heinrich Schwabe“ in Dessau-Roßlau
- Planetarium im Zoo Aschersleben
- Planetarium Eilenburg
- Planetarium Herzberg
- Planetarium Zwickau
- Harzplanetarium Wernigerode

## Aktuelle Ausstattung

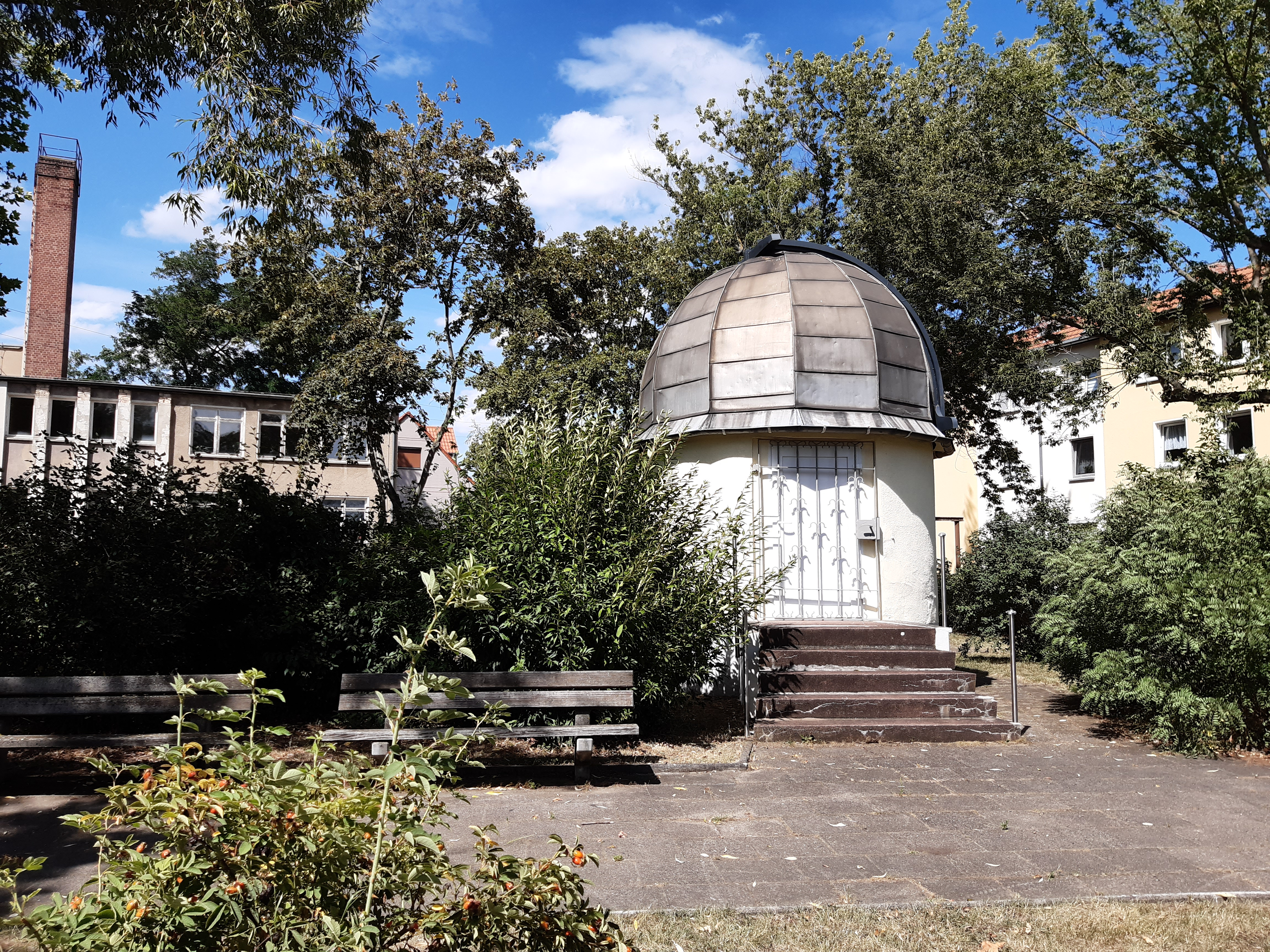
Sternwarte 2020

### Planetarium
Das von E. Bauer aus Halle entworfene und am 7. Oktober 1963 eröffnete Planetarium hat 55 Sitzplätze und einen Kuppeldurchmesser von 8 Metern. Mit einem manuell zu bedienenden Zeiss-Kleinplanetarium ZKP 1 aus dem Jahr 1962 können etwa 5000 Sterne an den künstlichen Himmel projiziert werden. Zusätzlich stehen Milchstraßen-, Planeten-, Gradnetz- und Satellitenprojektoren zur Verfügung, um das ZKP 1 zu ergänzen. Im Planetarium finden sich darüber hinaus drei verschiedene Tellurien, ein mechanisches Modell zu Darstellung der Planetenschleife sowie ein Sonnensystemprojektor.

### Sternwarte
Nachdem vor 1989 ein Schmidt-Teleskop, ein Newtonteleskop, Zeiss-Refraktor, Coudé-Refraktor, ein Meniscas-Cassegrain sowie Zeiss-Astrokameras zur Himmelsüberwachung an das Raumflug-Planetarium „Sigmund Jähn“ abgegeben werden mussten und die Teleskope des zweiten Sternwartengebäudes nach der Wende ebenfalls dorthin abgegeben wurden, besitzt der 2018 sanierte Rundbau aktuell nur noch den 1961 angeschafften Zeiss-80/1200 Refraktor. Der Verein hat das Ziel, den mehr als 45 Jahre alten und 2005 überholten Meniscas-Cassegrain 150/2250 mm wieder in die Kanenaer Sternwarte zu integrieren.